# Bailliage d’Amont

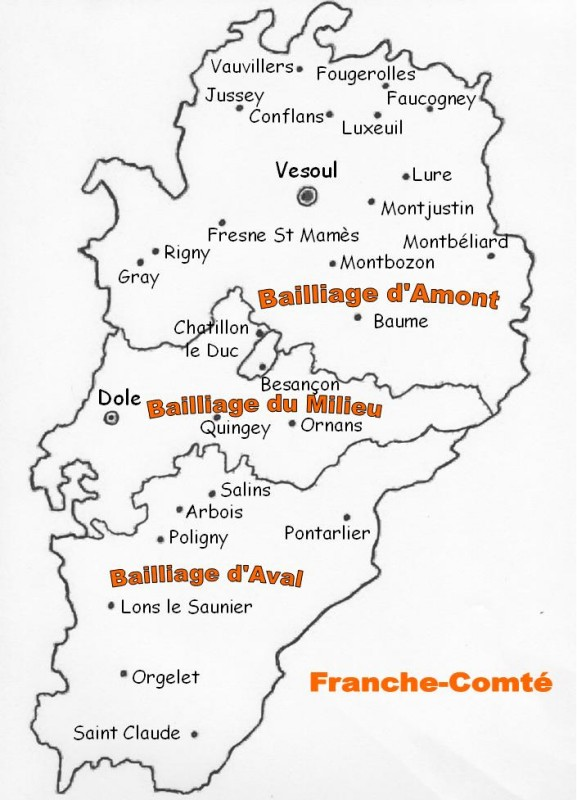
Vogteien (Oberämter) in der Franche-Comté vor der Französischen Revolution

Die Bailliage d’Amont (deutsch: Obere (Land-)Vogtei, auch als Oberamt d’Amont oder Oberamt Vesoul bezeichnet) war seit ihrer Einrichtung durch Philipp VI. im Jahr 1333 bis zur Französischen Revolution, während des Ancien Régime, eine der drei Bailliages in der damaligen Freigrafschaft Burgund (Franche-Comté).

## Geographie
Die Bailliage d’Amont umfasste das heutige Gebiet des französischen Départements Haute-Saône und einen Teil des angrenzenden Départements Doubs. Der Verwaltungssitz der Vogtei war Vesoul.
Neben der Bailliage d’Amont war das Gebiet der Franche-Comté in die Bailliage du Milieu (Mittlere Vogtei, Oberamt Dole) und die Bailliage d’Aval (Untere Vogtei, Oberamt Salins) aufgeteilt.

## Liste der Vögte
- Hugo von Arc, Ritter, Vogt von 1332 bis 1336.
- Guy von Vyt, Ritter und Schlossherr in Vesoul, Vogt von 1337 bis 1342.
- Jean de Montaigu, Ritter, Herr von Amange und Ougney, Vogt von 1343 bis 1349.
- Hugo von Vercel, Ritter, Vogt von 1349 bis 1353.
- Wilhelm von Antulley, Ritter, Vogt von 1353 bis 1357.
- Johann von Cusance, Ritter, Vogt von 1357 bis 1363.
- Johann von Montmartin, Ritter, Vogt im Jahr 1364.
- Johann von Cusance, Ritter, Vogt im Jahr 1365 bis 1367.
- Huart von Raincheval, Ritter, Vogt von März 1367 bis 1369.
- Wilhelm von Mont-Saint-Legier, Ritter, Vogt von Juli 1369 bis April 1371.
- Wilhelm von Poitier, Ritter, gleichzeitig Vogt der Bailliage d’Aval, von Juni 1371 bis März 1378.
- Wilhelm von Belmont, Ritter, Vogt der gesamten Franche-Comté von 1378 bis 1382.
- Johann von Ville-sur-Arce, Herr von Thoires, Ritter, Vogt von 1385 bis 1392 (gleichzeitig Vogt der Bailliage d’Aval von 1385 bis 1389).
- Erard (oder Girard) Dufour, Herr von Aisonville und von Colombier-la-Fosse, Ritter, Vogt von 1393 bis 1416.
- Guy, Herr von Amanche, Ritter, Vogt von 1420 bis 1427.
- Philibert von Vaudrey, Seigneur de Mont, Vogt im Jahr 1429.
- Johann, Herr von Rupt, Vogt von 1453 bis 1467.
- Antoine, Herr von Ray et de Courcelles, Vogt von 1468 bis 1470.
- Olivier de La Marche, Vogt von 1474 bis 1477.
- Artus von Vaudrey, Vogt im Jahr 1481.
- Johann von Andelot, Vogt von 1483 bis 1486.
- Claude Carondelet, Ritter, Herr von Salce-sur-Sambre, Vogt von 1494 bis 1510.
- Claude de la Baume, Herr von Mont-Saint-Sorlin, Vogt im Jahr 1518.
- François de la Baume, Graf von Mont-Revel, Vogt im Jahr 1544.
- Dom Fernande de Lannoy, Herzog von Boyans, Graf von La Roche, Gouverneur von Gray, Vogt von 1568 bis 1579.
- François von Achey, Herr von Thouraise, Gouverneur von Dole, Vogt im Jahr 1584.
- Heyrosme von Achey, Herr von Thouraise, Gouverneur von Gray, Vogt von 1585 bis 1614.
- Charles-Emmanuel von Gorrevod, Prinz, Herzog von Pont-de-Vaux, Marquis von Marnay, Gouverneur des Herzogtums Luxemburg, Vogt im Jahr 1616.
- Claude de Bauffremont, Gouverneur der Franche-Comté, Baron von Scey-sur-Saône und Clervaux, Marquis von Meximieux, Baron von Marigny, Vogt im Jahr 1600.
- Herr von Vatteville, Marquis de Confians, Vogt von 1668 bis 1674.
- François von Nyert, Ritter, Erster Kammerherr von Ludwig XIV., Gouverneur von Limoges, Vogt von 1674 bis 1715.
- Herr von Baubertans, Vogt von 1743 bis 1771.
- Graf von Esternoz, Feldmarschall, Vogt von 1772 bis 1786.

## Bibliographie
- Anton Friedrich Büsching: Große Erdbeschreibung. Frankreich; Zweite Abtheilung. Band 9. Traßler, Troppau 1785 (eingeschränkte Vorschau in der Google-Buchsuche).
- François-Félix Chevalier: Mémoires historiques sur la ville et seigneurie de Poligny, avec des recherches relatives à l’histoire du Comté de Bourgogne. Édition P. Delhorme, 1767 (französisch, eingeschränkte Vorschau in der Google-Buchsuche).
- Commission d’archéologie de la Haute-Saône (Hrsg.): Mémoires de la Commission d’archéologie. Band 3 und 4. Édition L. Suchaux, Vesoul 1862 (französisch, eingeschränkte Vorschau in der Google-Buchsuche).
- L. Gollut, C.L.E. Duvernoy, E.B de Mairet: Les Mémoires historiques de la République séquanoise et des princes de la Franche-Comté de Bourgogne. Édition Furne et Cie., 1846 (französisch).
- Aristide Matthieu Guilbert: Histoire des villes de France, avec une introduction générale pour chaque province. Band 5. Édition Furne et Cie., 1848 (französisch, eingeschränkte Vorschau in der Google-Buchsuche).
- Jean-Joseph Vaissète: Géographie historique, ecclésiastique et civile ou description de toutes les parties du globe terrestre. Band 3. Édition Desaint, 1755, S. 197–199, 201–203 (französisch, eingeschränkte Vorschau in der Google-Buchsuche).